# Brent Spiner
Brent Jay Spiner (født 2. februar 1949) er en amerikansk skuespiller bedst kendt for sin rolle som androiden "Data" i tv-og film-serien Star Trek: The Next Generation. Han har desuden spillet rollen Datas forfædre i sæson 4 af Star Trek: Enterprise. Spiner havde også en lille rolle som en hippieforsker ved Area 51 i en katastrofefilm Independence Day.
En mindre kendt side af Spiner er hans musikalske talent. Et eksempel på dette er albummet «Ol' Yellow Eyes Is Back» hvor titlen er en parodi på Frank Sinatra Blue Eyes, og med henvisning til løjtnant Spiner karakter, Data, der har gule øjne.
I de seneste år har man kunne han se ham i andre sammenhænge, herunder science fiction serien Threshold. Han har også optrådt i en episode af tv-serien Friends.
Spiner bor i Los Angeles med skuespiller Lore McBride, men det er usikkert, om de er gift eller om de er samlevende. De har en søn ved navn Jackson Spiner født i 2002.

## Udvalgt filmografi
- 1994: Star Trek: Generations (Data)
- 1996: Independence Day (Dr. Brackish Okun)
- 1996: Star Trek: First Contact (Data)
- 1998: Star Trek: Insurrection (Data)
- 2000: Dude, Where's My Car? (Pierre, ukrediteret)
- 2002: Star Trek: Nemesis (Data/B-4)
- 2004: The Aviator (Robert E. Gross)
- 2008: Superhero Movie (Dr. Strom)

### Tv-serier
- 1987-1994: Star Trek: The Next Generation (Data)
- 2004: Friends (James Campbell; Sæson 10, afsnit 14: The One with Princess Consuela)
- 2004-2005: Star Trek: Enterprise (Data)
- 2005-2006: Threshold (Dr. Nigel Fenway)
- 2011: The Guild (sig selv, enkelt afsnit)
- 2020-2023: Star Trek: Picard (Dr. Altan Inigo Soong, m.fl.)

## Priser og nomineringer
Saturn Award (Academy of Science Fiction, Fantasy & Horror Films, USA)
- 1997 – Vinder – Best Supporting Actor – Star Trek: First Contact
- 1997 – Nomineret – Best Supporting Actor – Independence Day

Satellite Awards
- 2000 – Nomineret – Best Performance by an Actor in a Miniseries or a Motion Picture Made for Television – Introducing Dorothy Dandridge